# Euphorbia songweana
Euphorbia songweana är en törelväxtart som beskrevs av Susan Carter. Euphorbia songweana ingår i släktet törlar, och familjen törelväxter. Inga underarter finns listade i Catalogue of Life.